# Mega Man V
Mega Man V (Rockman World 5?, ロックマンワールド5, Rokkuman Wārudo Faibu), noto anche come Mega Man World 5, è un videogioco a piattaforme prodotto da Capcom nel 1993 per Game Boy. Sviluppato dalla Minakuchi Engineering come quasi tutti i suoi predecessori, è il quinto e ultimo gioco della serie uscito su Game Boy. A differenza dei suoi predecessori, si distingue per il suo uso di boss originali anziché riprendere boss usati nei giochi per NES.

## Trama
Il gioco è ambientato prima degli eventi di Mega Man 6. Sono passati alcuni mesi da quando Ballade ha sacrificato la sua vita per aiutare Mega Man a scappare dalla nave spaziale del Dr. Wily. Un giorno, Rock e sua sorella Roll stanno facendo una passeggiata quando vengono attaccati da Terra, un misterioso robot proveniente dallo spazio. Dopo essersi trasformato in Mega Man per proteggere la sorella, Rock combatte contro Terra, ma scopre con suo shock che il suo Mega Buster non ha effetto su di lui. Incapace di scalfire Terra, Mega Man viene sconfitto e sviene. Alcune ore dopo, altri robot come Terra, noti come gli Stardroid, o Space Rulers, attaccano la Terra, e con Mega Man incapacitato, nessuno li può fermare.
Mega Man riprende i sensi nel laboratorio del Dr. Light e scopre che il suo creatore si è organizzato per fermare gli Stardroid: dato che sono immuni al Mega Buster, ha sviluppato un'arma alternativa al posto dei colpi caricati, il Mega Braccio, che gli permette di sparare il suo pugno come un razzo contro i nemici. Il Dr. Light ha anche creato un nuovo animale robotico per lui: Tango il gatto.
Dopo aver imparato a usare il Mega Braccio, Mega Man combatte contro quattro Stardroid che hanno conquistato alcune delle più grandi città sulla Terra: Mercury, Venus, Mars e Neptune. Dopo averli sconfitti, trova la base di Terra, e lo Stardroid gli manda contro un mostro simile allo Yellow Devil, che annienta.
Mega Man torna a casa e scopre dal Dr. Light che Terra e gli Stardroids rimasti stanno preparando un attacco su larga scala e parte per lo spazio insieme a Rush, lasciando la Terra e dirigendosi verso la zona esterna del sistema solare dove affronta altri quattro Stardroid: Jupiter, Saturn, Uranus e Pluto. Dopo averli sconfitti e aver abbattuto tutte le stazioni spaziali, Mega Man rintraccia Terra e ha una rivincita contro di lui, riuscendo stavolta a sconfiggerlo.
Tuttavia, con grande shock di Mega Man, il Dr. Wily compare con una nuova base spaziale, la Wily Star, rivelando di essere lui dietro l'attacco degli Stardroid. Dopo una battaglia nello spazio, vi entra dentro, e con il supporto di suo fratello Proto Man, esce vincitore da una lunga serie di dure battaglie, tra cui le copie dei Mega Man Killer, che comprendono Enker, Quint, Punk e Ballade. Finalmente, raggiunge il Dr. Wily e lo sconfigge, ma il malvagio scienziato rivela un antico robot distruttore, Sunstar. Gli ordina di distruggere Mega Man, ma Sunstar lo attacca e combatte per conto proprio.
Mega Man riesce a sconfiggere Sunstar, ma si preoccupa per lui alla fine della battaglia e si offre di portarlo al laboratorio del Dr. Light per le riparazioni, rivelandogli i suoi ideali di un mondo in cui umani e robot possano convivere in pace. Sunstar è sorpreso dalla compassione di Mega Man verso un nemico, ma ha subito troppi danni dalla battaglia e il suo reattore di fusione è gravemente danneggiato, per cui non sopravvivrà. Mega Man scappa su Rush e torna a casa, mentre Sunstar si fa esplodere, sacrificandosi e distruggendo così la Wily Star. Mega Man torna a casa e scopre che il Dr. Wily è ancora vivo. Wily tenta un ultimo attacco, senza successo, poi cerca di ingannarlo con le sue suppliche dopo la sconfitta, ma Mega Man non ci casca e lo insegue.